# Passiflora andersonii
Passiflora andersonii là một loài thực vật có hoa trong họ Lạc tiên. Loài này được DC. mô tả khoa học đầu tiên năm 1828.